# DJ DOC
DJ DOC(ディージェイ・ディーオーシー)、または(ディジェイー・ドック)は韓国のヒップホップグループ。1994年に「スーパーマンの悲哀」でデビュー。
代表曲「Run To You」（原曲はボニーM「Daddy Cool」。2000年、5集『The Life... Doc Blues 5%』に収録）が、2004年にアレックス・トー（杜德偉）により中国語カバーされ（「脫掉」）、2006年にDJ OZMAにより日本語カバーされた（「アゲ♂アゲ♂EVERY☆騎士」）。2018年に活動を休止したが、2024年に復活した。

## メンバー
- イ・ハヌル（이하늘、1971年5月3日 - ）
  - 身長177cm、体重59kg。離婚。
- チョン・ジェヨン（정재용、1973年7月17日 - ） 
  - 身長180cm、体重73kg。既婚。
- キム・チャンニョル（김창렬、1973年12月26日 - ）
  - 身長182cm、体重65kg。既婚。

## ディスコグラフィー

### アルバム
1. スーパーマンの悲哀（1994年）
2. マーフィーの法則（1995年）
3. 冬の話（1996年）
4. 4th ALBUM（1997年）
5. The Life... Doc Blues 5%（2000年）
6. Love & Sex & Happiness（2004年）
7. 風流（2010年）

### シングル
- One Night（2002年） (デジタル・シングル)
- Street Life（2003年）

### ベストアルバム
- Dance With DOC（1999年）
- The Best DJ. Doc（2000年）
- Season's Greeting（2000年）
- 1994（2001年）
- DJ DOC Best(Summer & Winter story)（2001年）
- Best Of Best(Panda Mix)（2010年）